# Centralisták
A centralisták az 1843–1844-es országgyűlés idején megjelent új ellenzéki csoportosulás, a központi kormányzatot a vármegyék rovására megerősíteni szándékozó ellenzéki csoport volt, akik politikai párttá sohasem szerveződtek.

## Története
Tagjai a polgári átalakulást, a polgárosodást felgyorsítani igyekvő ifjú publicisták, írók, tudósok, köznemesi értelmiségiek, vagy az arisztokráciából lecsúszott, értelmiségivé váló ifjak voltak. A centralista csoport szűkebb köréhez tartozó teoretikusok és politikusok életük egy-egy szakaszán szinte kivétel nélkül foglalkoztak szépirodalommal, aktív formában vagy kritikai írásokban. Az irányzat „főideológusai”, vezetői Eötvös József és Szalay László voltak.
Később csatlakozott hozzájuk Henszlmann Imre és Pulszky Ferenc, a hazai esztétikai gondolkodás két úttörője is. „Magyar doktrinérek”-nek is nevezték őket: sokoldalú, művelt gondolkodók voltak, akik minden társadalmi-politikai kérdést a tudomány álláspontjáról tárgyaltak. Tanulmányozták a nyugati országok alkotmányát, jogrendszerét, közigazgatását. Keresték azt a rendszert, amely Magyarországnak mintaként szolgálhatna. Ismerték a francia forradalom eszméit, fejlődésmenetét, ismerték az angol parlament küzdelmeit: az államtudomány, a történelem és a jogi diszciplína terén minden elérhető munkát elolvastak; közvetítették és népszerűsítették Montesquieu, Bentham, Tocqueville, Guizot, Macaulay, azaz a nyugati liberalizmus eszméit.
Tevékenységükben sok volt az elvont, doktríner vonás. Céljukat, a polgárosulást reformokkal, a megyerendszer, az igazságszolgáltatás átalakításával, a népoktatás korszerűsítésével kívánták elérni – az akkoriban fennálló politikai rendszeren belül – s nem ismerték fel a nemzeti függetlenségi törekvések jelentőségét. Jövőképükben a nemesség jóval kisebb szerepet kapott volna. Reformjavaslataik, társadalomkritikáik bár értékesek voltak, programjukat, fellépésüket mégis sokszor minden oldalról ellenszenv kísérte, nem volt erős polgári osztálybázisuk.
1844 második felétől a centralisták kezébe került Kossuth Lajos lapja, a Pesti Hírlap, de mivel a centralisták csupán egy kicsiny értelmiségi elitet képviseltek, 1846-ra a lap már csak árnyéka volt önmagának.

## A centralistáknak tulajdonított politikai érdemek, sikerek
- A polgári eszmék és intézmények meggyökereztetése a hazai köztudatban
- A polgári morál és tudós elmélyülés polgárjoga a politikai gyakorlatban
- A társadalmi átalakulás tárgyalása a publicisztikában

1848-ban Kossuth és az új országgyűlés az ő jogtudósi munkásságuk eredményeit vitte át gyakorlatba.